# Wubi
Wubi (Windows-based UBuntu Installer) era un installer di Ubuntu per gli utenti Windows. Grazie a questo software libero, infatti, era possibile installare la distribuzione GNU/Linux Ubuntu all'interno di Windows, come una qualsiasi applicazione.

## Descrizione
Wubi non modificava il sistema e non creava partizioni per ospitare il nuovo sistema operativo.
Infatti tutto si basava su un disco virtuale creato all'interno dello stesso file system di Windows. Il resto dell'hardware non era emulato come in una macchina virtuale. Questo permetteva, ad esempio, di poter usufruire di accelerazione 3D.
L'unica modifica apportata al sistema era un aggiornamento del boot loader, in modo tale che all'avvio del PC l'utente poteva scegliere se avviare Windows oppure Ubuntu. In pratica al boot loader originale fornito da Windows veniva ad affiancarsi GRUB come bootloader secondario.
L'installazione che si otteneva era un set-up di dual boot identico a quello di una installazione di Ubuntu da supporto di installazione (CD, DVD o USB), con possibilità di salvare i cambiamenti, accedere ai file di Windows, installare nuovo software e aggiornare il sistema operativo.
La rimozione del sistema operativo era anch'essa facilitata, poiché agiva tramite il pannello di Installazione Applicazioni di Microsoft Windows, al pari di un normale altro programma.
Il programma è nato come un progetto indipendente guidato da Agostino Russo. La prima versione è stata la 7.04. Successivamente Wubi è stato incorporato in Ubuntu 8.04, diventando un installer ufficiale di Ubuntu.
A partire dalla versione 9.10, fu introdotta la possibilità di portare l'installazione di Wubi in una partizione reale.
L'ultima versione di Ubuntu ad includere Wubi è stata la 12.10. Pertanto, con il termine del supporto di Ubuntu 12.04 LTS nel 2017, Wubi non viene più fornito con i rilasci ufficiali.
È stato creato un fork non ufficiale della comunità chiamato wubiuefi, che integra il supporto a UEFI e alle versioni più recenti di Ubuntu.

## Vantaggi
- Wubi non richiedeva necessariamente la creazione di supporti di installazione. Wubi scaricava automaticamente l'ISO file necessario. Tuttavia se era disponibile un CD, veniva rilevato automaticamente in fase di installazione.
- Al contrario di una normale installazione in dual boot, Wubi non richiedeva di modificare le partizioni del computer, di sostituire il bootloader e di sovrascrivere il MBR.
- Wubi poteva essere disinstallato come un normale applicativo dal pannello di controllo di Windows.
- A differenza del live CD/DVD, il file system era accessibile in lettura e scrittura, potendone salvare i cambiamenti. Inoltre, utilizzando il disco rigido anziché il supporto di installazione, le operazioni di lettura risultavano velocizzate.

### Rispetto a una macchina virtuale
Vi erano dei vantaggi anche rispetto all'utilizzo di una macchina virtuale, in quanto vi era pieno accesso a tutto l'hardware. Quindi le prestazioni erano talvolta migliori, potendo anche usufruire della sessione 3D di Ubuntu con Compiz.

## Limitazioni
- Benché l'installazione risultava facilitata per gli utenti poco esperti, riduceva leggermente le prestazioni di I/O e non permetteva di ibernare il PC. In particolare, poiché il disco virtuale risiedeva all'interno del file system di Windows, in caso di eccessiva frammentazione le performance di Ubuntu risultavano inferiori.
- In caso di corruzione del filesystem di NTFS con Ubuntu in uso, si rendeva talvolta necessario il riavvio del computer per effettuare una riparazione tramite lo strumento chkdsk.
- I programmi che permettevano di espandere il disco virtuale o di migrare Wubi su partizione dedicata erano ancora in fase sperimentale.

### Rispetto a una macchina virtuale
Gli svantaggi di Wubi rispetto ad una VM (macchina virtuale) erano:
- Una VM può essere avviata all'interno di Windows, mentre con Wubi si ottiene un menu di avvio in modalità dual boot (simile a quello di una normale installazione). È quindi necessario riavviare il computer per poter passare da un sistema operativo all'altro.
- Una VM utilizza un hardware emulato, che di solito non presenta problemi di driver. Al contrario Wubi prevedeva l'utilizzo diretto dell'hardware. Era questa una modalità più efficiente, ma che poteva comportare problemi in caso di presenza di hardware non supportato o compatibile con i sistemi GNU/Linux.